# Izamoltan
Izamoltan (CGP-361A) je lek koji se koristi u naučnim istraživanjima. On deluje kao antagonist β-adrenergičkog, 5-HT1A, i 5-HT1B receptora. On je oko pet puta potentniji na  receptoru (21 nmol/l) u odnosu na  receptor (112 nmol/l). On ima anksiolitičko dejstvo na glodarima.